# Marvin Hamlisch
Marvin Frederick Hamlisch (Nova Iorque, 2 de junho de 1944 — 7 de agosto de 2012) foi um compositor e maestro norte americano. Hamlisch foi uma das dezesseis pessoas a ganhar os prêmios Emmy, Grammy, Oscar e Tony Award. Esta coleção de todos os quatro prêmios é conhecida como "EGOT". Ele é uma das duas únicas pessoas (junto com o compositor Richard Rodgers) a ganhar esses quatro prêmios e um Prêmio Pulitzer ("PEGOT").

## Vida Pregressa
Hamlisch nasceu em Manhattan, filho de pais judeus vienenses, Max e Lilly (nascida Schachter) Hamlisch. Seu pai era acordeonista e líder de banda. Hamlisch era uma criança prodígio e, aos cinco anos, começou a imitar a música de piano que ouvia no rádio. Poucos meses antes de completar sete anos, em 1951, ele foi aceito no que hoje é a Juilliard School Pre-College Division.
| Ano  | Categoria           | Trabalho Nomeado       | Resultado |
| ---- | ------------------- | ---------------------- | --------- |
| 1976 | Best Original Score | A Chorus Line          | Venceu    |
| 2002 | Best Original Score | Sweet Smell of Success | Nomeado   |